# Oeonistis
Oeonistis is een geslacht van vlinders van de familie spinneruilen (Erebidae), uit de onderfamilie Arctiinae.

## Soorten
- O. bicolora Bethune-Baker, 1904
- O. bistrigata Rothschild, 1912
- O. entella Cramer, 1780
- O. lifuensis Rothschild, 1912